# Miguel Rafael de Bragança
Miguel Rafael Gabriel Xavier Teresa Maria Félix de Bragança nasceu a 3 de dezembro de 1946, em Berna, na Suíça, filho de Duarte Nuno de Bragança, pretendente ao extinto trono de Portugal, via o ramo Miguelista, e de Maria Francisca de Orleães e Bragança.
Desde o seu nascimento, Miguel Rafael é pretendente aos títulos de Infante de Portugal e de Duque de Viseu.

## Biografia
Licenciado pela Escola Superior de Belas Artes da Universidade de Lisboa é também pintor e fã do pintor barroco holandês Johannes Vermeer e do pintor surrealista H. R. Giger.
É solteiro e não tem filhos. Vive essencialmente em Santar, concelho de Nelas, distrito de Viseu, na Casa das Fidalgas, um solar com origens no século XIV.

## Papel público
Miguel Rafael de Bragança fundou, em 2011, a Semana Anual Luso-Brasileira de Arte Aldravista, realizada de forma intercalada entre Portugal e Brasil. Em 2016, celebrou a sua 5.ª sessão em Mariana, Minas Gerais.
Em 2017, presidiu o Conselho da Real Comissão de Portugal da Sacra e Militar Ordem Constantiniana de São Jorge. Este órgão destina-se a aconselhar e auxiliar a direção da Real Comissão, tendo sido discutidos diversos aspetos da presença da Ordem em Portugal.
Esteve presente na celebração da missa da Ordem Constantiniana de São Jorge, na igreja do Santíssimo Sacramento, em Lisboa, que ocorreu no dia de São Jorge, em abril de 2022.

## Títulos
Para além de ser pretendente ao título de Infante de Portugal, é também pretendente ao título de Duque de Viseu, desde o seu nascimento, via o ramo Miguelista. Caso Portugal fosse uma monarquia constitucional, Miguel Rafael de Bragança seria o 8.º Duque de Viseu.